# سيجيسموندو دانديا
سيجيسموندو دانديا (بالإيطالية: Sigismondo d'India)‏ (تقريباً 1582 - قبل 19 أبريل 1629) كان ملحناً إيطالياً في أواخر عصر النهضة وبدايات عصر الباروك. كان أحد أبرع معاصري مونتيفيردي، وكتب الموسيقى في أنماط كثيرة تشابه تلك التي ألفها مونتيفيردي.